# Ferronniera cyclopoides
Ferronniera cyclopoides is een eenoogkreeftjessoort uit de familie van de Canthocamptidae. De wetenschappelijke naam van de soort is voor het eerst geldig gepubliceerd in 1924 door Labbé.